# 波赫丹尼夫卡 (海尼切斯克區)
47°0′34″N 34°33′24″E / 47.00944°N 34.55667°E
波赫丹尼夫卡（烏克蘭語：Богданівка）是位於烏克蘭南部的村莊，由赫爾松州海尼切斯克區的下錫羅霍濟市鎮負責管轄。該村面積18平方公里，海拔高度64米，2001年人口106，人口密度每平方公里5.9人。